# Baltasar Morell
Baltasar Morell va néixer a la segona meitat o finals del segle XVI probablement a Barcelona.
Estudià dret a la Universitat d'Osca. Posteriorment es doctorà en dret i va obtenir la càtedra per exercir com a professor en instituts.
Va ser nomenat Conseller tercer entre els anys 1601-1602. Entre els anys 1602-1604 va exercir el càrrer de rector de la Universitat de l'Estudi General.
També va treballar com assessor de la Generalitat de Catalunya i l'any 1614 treballà com a jutge de l'Audiència, feina que es prolongà fins a l'any 1622, moment de la seva defunció.